# Stöðvarfjörður (ort i Island)
Stöðvarfjörður är en småort i Austurland i Island.  Antalet invånare är 184.
Terrängen runt Stöðvarfjörður är huvudsakligen kuperad, men åt sydost är den platt. Den högsta punkten i närheten är 840 meter över havet, 3,0 km norr om Stöðvarfjörður.  Närmaste större samhälle är Fáskrúðsfjörður, 12,9 km nordväst om Stöðvarfjörður.